# Brahmaea ledereri
Brahmaea ledereri är en fjärilsart som beskrevs av Alois Friedrich Rogenhofer 1873. Brahmaea ledereri ingår i släktet Brahmaea och familjen Brahmaeidae. Inga underarter finns listade i Catalogue of Life.